# Кандаурово (Кировоградская область)
Кандаурово (укр. Кандаурове) — село в Великосевериновской сельской общине Кропивницкого района Кировоградской области Украины.
Население по переписи 2001 года составляло 56 человек. Почтовый индекс — 27613. Телефонный код — 522. Код КОАТУУ — 3522581203.